# Dawn Olivieri
Dawn Orienne Olivieri (Saint Petersburg, 8 februari 1981) is een Amerikaanse actrice. Ze is bekend om haar rollen als Lydia in de sciencefiction-dramaserie Heroes en als Monica Talbot in de comedyserie House of Lies.
Olivieri verscheen voor haar acteerwerk in 2004 op televisie in de Amerikaanse realityserie The Player als zichzelf en in 2005 vijfmaal in de Amerikaanse spelprogramma Deal or No Deal als koffermeisje nummer 14. Ook leende ze haar stem in de computerspellen Need for Speed: Undercover als Rose Largo (2008) en Infamous 2 als Lucy Kuo (2011).